# ۱۴ زن برزنجیر
۱۴ زن برزنجیر یک ستاره است که در صورت فلکی آندرومدا قرار دارد.